# Втрати 13-го окремого мотопіхотного батальйону у російсько-українській війні
У статті описано деталі загибелі бійців 13-го окремого мотопіхотного батальйону.
Під час першого відрядження в зону АТО, яке продовжувалося п'ять місяців з червня по жовтень 2014 року, 13-й БТрО втратив дев'ятьох бійців. Утрати під час другої ротації уточнюються. Після боїв за Вуглегірськ, заступник Чернігівського обласного воєнкома, підполковник Вадим Лільчіцкій підтвердив загибель таких військовиків:
- Буйновський Ігор Анатолійович
- Онопрієнко Олександр Валерійович
- Кравченко Євген Анатолійович, молодший сержант
- Соломаха Олег Володимирович, старший солдат

Чернігівські волонтери склали список поранених бійців 13 омб.

### Список загиблих
| №  | Дата смерті | Прізвище, ім'я, по батькові (псевдо) | Посада (звання), підрозділ | Про особу | Обставини смерті, поховання |
| -- | ----------- | ------------------------------------ | -------------------------- | --- | --- |
| 1  | 12.06.2014  | Коновалов Олексій Ігорович           | капітан                    | Народився 31 січня 1970 р., м. Чернігів. | Загинув у зоні АТО внаслідок нещасного випадку, отримав удар струмом під час проведення електропроводки. Залишилися донька та син. |
| 2  | 18.08.2014  | Полегенько Дмитро Павлович           | солдат                     | Народився 27 березня 1988 р., м. Чернігів. | Загинув під час штурму смт. Станиця Луганська, Луганській області. |
| 3  | 20.08.2014  | Джужа Руслан Михайлович              | сержант                    | Народився 2 грудня 1990 р., с. Максим, Козелецький район, Чернігівська область. | Загинув в результаті мінометного обстрілу блокпосту в районі с. Камишине Луганської області. |
| 4  | 27.08.2014  | Брешинський Володимир Олегович       | солдат                     | Народився 17 січня 1983 р., с. Михайло-Коцюбинське, Чернігівський район, Чернігівська область. | Помер 27 серпня 2014 р. у Київському військовому госпіталі від отриманого 18 серпня 2014 р. важкого поранення. |
| 5  | 06.09.2014  | Близнюк Володимир Володимирович      | солдат                     | Народився 28 серпня 1988 р., м. Чернігів. Білорус за національністю. Закінчив Чернігівський колегіум № 11 і музичну школу. Пройшов строкову військову службу у 5-й окремій Слобожанській бригаді внутрішніх військ МВС. Потому працював бригадиром у приватній фірмі, водночас здобував фах юриста, заочно навчався на випускному курсі чернігівської філії Московського державного відкритого університету — Українсько-Російського інституту. У квітні 2014 року вони разом із батьком, підполковником у відставці Володимиром Олександровичем Близнюком, пішли до військкомату й зголосилися стати на захист Вітчизни. Батька не прийняли на службу за віком, мобілізували Володимира-молодшого. | Загинув під час дії «режиму припинення вогню», в смт Станиця Луганська (Луганська область). Бійці були на бойовому чергуванні, коли у підвіконня будинку, де вони знаходилися, влучила міна. Володимир помер від втрати крові.                                                                           |
| 6  | 09.09.2014  | Баран Сергій Петрович                | сержант                    | Народився 17 жовтня 1970 р., с. Богданівка, Ніжинський район, Чернігівська область. Залишилася дружина, двоє синів, 1994 і 2001 р.н., і донька 2006 р.н. | 9 серпня Сергія тяжко поранило осколками під час обстрілу з РСЗВ «Град» в Луганській області. Спочатку вояка лікували в Харківському госпіталі, згодом перевезли у Львів, де він переніс кілька операцій. Стан пораненого залишався тяжким, і врешті серце не витримало. 9 вересня герой пішов із життя. |
| 7  | 01.10.2014  | Пиріг Микола Петрович                | молодший сержант           | Народився 9 серпня 1980 р., м. Чернігів. Залишилась мати, син та прийомна донька. | Микола був поранений в боях на Луганщині, де його підрозділ постійно обстрілювався з РСЗВ «Град» російськими збройними формуваннями. Проходив лікування в Харківському шпиталі, далі був переведений до шпиталю Чернігова. Але, приїхавши додому, помер від серцевої недостатності.                      |
| 8  | 11.10.2014  | Говорущенко Сергій Фавстович         | старший лейтенант          | Народився 17 лютого 1969 р., с. Лука-Барська Барського району Вінницької області. Залишилася дружина, 13-річна донька та 19-річний син, який захищає державу у складі спецбатальйону «Чернігів». | Загинув під час несення служби у Луганській області від осколкових поранень від вибуху гранати. |
| 9  | 28.1.2015   | Буйновський Ігор Анатолійович        | солдат                     | | Загинув у боях за Дебальцеве. |
| 10 | 28.1.2015   | Зеленський Олександр Михайлович      | солдат                     | | Загинув у боях за Дебальцеве. |
| 11 | 29.1.2015   | Андрусенко Сергій Олександрович      | старший солдат             | | Загинув у боях за Дебальцеве. |
| 12 | 29.1.2015   | Бригинець Олександр Валентинович     | солдат                     | | Загинув у боях за Дебальцеве. |
| 13 | 29.1.2015   | Лебедєв Андрій Володимирович         | солдат                     | | Загинув у боях за Дебальцеве. |
| 14 | 29.1.2015   | Мельник Андрій Іванович              | старший сержант            | | Загинув у боях за Дебальцеве. |
| 15 | 29.1.2015   | Соломаха Олег Володимирович          | старший солдат             | | Загинув у боях за Дебальцеве. |
| 16 | 30.1.2015   | Колесник Віталій Павлович            | сержант                    | | Загинув у боях за Дебальцеве. |
| 17 | 30.1.2015   | Онопрієнко Олександр Валерійович     | солдат                     | | Загинув у боях за Дебальцеве. |
| 18 | 30.1.2015   | Томилко Іван Миколайович             | сержант                    | | Загинув у боях за Дебальцеве. |
| 19 | 31.1.2015   | Кравченко Євген Анатолійович         | молодший сержант           | | Смертельні поранення у боях за Дебальцеве. |
| 20 | 31.1.2015   | Старченко Павло Олександрович        | старший солдат             | | Загинув у боях за Дебальцеве. |
| 21 | 31.1.2015   | Харитонов Сергій Миколайович         | сержант                    | | Загинув у боях за Дебальцеве. |
| 22 | 14.2.2015   | Гирич Віталій Анатолійович           | солдат                     | | Загинув у боях за Дебальцеве. |
| 23 | 17.2.2015   | Бахмач Володимир Степанович          | солдат                     | | Загинув у боях за Дебальцеве. |
| 24 | 17.2.2015   | Попик Віктор Петрович                | старший солдат             | | Загинув у боях за Дебальцеве. |
| 25 | 17.2.2015   | Синчак Анатолій Анатолійович         | молодший сержант           | | Загинув у боях за Дебальцеве. |
| 26 | 18.2.2015   | Куслій Олег Григорович               | сержант                    | | Загинув у боях за Дебальцеве. |
| 27 | 18.2.2015   | Головатий Максим Сергійович          | сержант                    | | Загинув у боях за Дебальцеве. |
| 28 | 7.3.2015    | Новодід Олександр Анатолійович       | солдат                     | | помер від загострення хвороби |
| 29 | 7.3.2015    | Крапп Іван Олександрович             | солдат                     | | деталей загибелі військова частина не надала |
| 30 | 30.6.2015   | Пономаренко Дмитро Борисович         | старший солдат             | | На блокпосту поблизу села Кліщіївка Артемівський район (Донецька область) отримав поранення в шию, не приходячи до тями, помер у Дніпропетровській лікарні імені Мечникова. |
| 31 | 25.7.2015   | Марциновський Микола Іванович        | солдат                     | | загинув внаслідок вогнепального поранення в голову біля села Кодема Артемівського району |
| 32 | 3.8.2015    | Остапчук Василь Васильович           | солдат                     | | Під час артилерійського обстрілу взводного опорного пункту отримав поранення в спину, помер під час транспортування до Артемівської міської лікарні. |
| 33 | 23.11.2015  | Терещенко Андрій Володимирович       | старшина                   | Народився 16.02.1971 в місті Київ | Помер від серцевої недостатності на полігоні с Нова Любомирка Рівненської обл. |
| 34 | 10.1.2016   | Порубаний Валентин Миколайович       | сержант                    | Народився 23.02.90 В Вінницькій обл. | Помер не приходячи до тями в лікарні м Вінниця, після побиття на День Збройних Сил України. |
| 35 | 20.1.2016   | Бочарніков Валерій Володимирович     | сержант                    | | Загинув під час несення служби в районі м. Дружківка, Донецька область. |
| 36 | 20.1.2016   | Кузьмін Роман Володимирович          | старший сержант            | | Загинув під час несення служби в районі м. Дружківка, Донецька область. |
| 37 | 7.2.2016    | Черналевський Руслан Валентинович    | солдат                     | | Загинув під час несення служби в районі с. Новоселівка Друга, Ясинуватський район, Донецька область. |
| 38 | 28.5.2016   | Кочура Максим Юрійович               | солдат                     | | Загинув поблизу села Новоселівка Друга (Ясинуватський район), на північ від міста Авдіївка (Донецька область), внаслідок підриву на міні автомобіля ЗІЛ. |
| 39 | 28.5.2016   | Брезгун Павло Іванович               | солдат                     | | Загинув під час відбиття штурмових дій ДРГ противника на ВОП 1 км сх. с. Новоселівка Друга, Ясинуватський район, Донецька область. |
| 40 | 28.5.2016   | Белобусов Анатолій Дмитрович         | солдат                     | | Загинув під час відбиття штурмових дій ДРГ противника на ВОП 1 км сх. с. Новоселівка Друга, Ясинуватський район, Донецька область. |
| 41 | 28.5.2016   | Гавриленко Роман Миколайович         | солдат                     | | Загинув під час відбиття штурмових дій ДРГ противника на ВОП 1 км сх. с. Новоселівка Друга, Ясинуватський район, Донецька область. |
| 42 | 28.5.2016   | Шикера Олександр Григорович          | солдат                     | | Загинув під час відбиття штурмових дій ДРГ противника на ВОП 1 км сх. с. Новоселівка Друга, Ясинуватський район, Донецька область. |
| 43 | 16.6.2016   | Кошмал Сергій Станіславович          | молодший сержант           | | Загинув під час ведення розвідки на спостережному посту (східна околиця м. Авдіївки) внаслідок пострілу снайпера. |
| 44 | 1.7.2016    | Борушевський Олександр Станіславович | старший сержант            | | Під час обстрілу був смертельно поранений у живіт і груди від розриву міни на бойовій позиції, поблизу смт. Верхньоторецьке (Ясинуватський район, Донецька область). Помер під час операції у шпиталі.                                                                                                   |
| 45 | 24.7.2016   | Мединський Ігор Олександрович        | солдат                     | | Загинув внаслідок ДТП в районі м. Красногорівка (Донецька область). |
| 46 | 19.11.2016  | Назаренко Володимир Вікторович       | солдат                     | | Помер від загострення онкологічного захворювання під час лікування. |
| 47 | 14.7.2017   | Кістерний Ігор Миколайович           | старший сержант            | | Новотошківське. |
| 48 | 6.9.2017    | Сергієнко Костянтин Олександрович    | солдат                     | | Новотошківське. |
| 49 | 19.11.2017  | Сорокодзюба Іван Михайлович          | старший солдат             | | Новотошківське |
| 50 | 1.1.2018    | Ковтун Олександр Григорович          | солдат                     | | Новотошківське. |
| 51 | 12.9.2018   | Бугаєвський Ярослав Вікторович       | молодший сержант           | | Бої під Горлівкою |
| 52 | 8.2.2019    | Блиставець Віктор Олександрович      | солдат                     | | Сєвєродонецьк |
| 53 | 26.1.2020   | Хоба Антон Володимирович             | старший сержант            | | загинув від мінно-вибухової травми внаслідок підриву на міні-пастці біля смт Північне |
| 54 | 3.3.2020    | Черненко Володимир Вікторович        | старший сержант            | | під час мінометного обстрілу терористами позицій в районі смт Зайцеве |
| 55 | 06.04.2021  | Шпак Володимир Віталійович           | старший лейтенант          | | 6 квітня 2021 року загинув біля селища Невельське (Ясинуватський район, Донецька область) від смертельних осколкових поранень |
| 56 | 22.05.2022  | Киричук Максим Юрійович              | майор, командир батальйону | | 22 травня 2022 року загинув у боях під Слов'янськом та Бахмутом. Він особисто пішов у наступ зі своїми бійцями і загинув. |